# GfK 엔터테인먼트
GfK 엔터테인먼트(GfK Entertainment)는 독일 음반 산업 협회의 위탁을 받아 독일의 공식 음악 차트의 집계 및 발표를 하는 기관이다.